# Division IA du Championnat du monde de hockey sur glace 2015
Navigation
Division IA en 2016
Le tournoi de la Division IA du Championnat du monde de hockey sur glace 2015 se déroule à Cracovie en Pologne en avril 2015. Initialement, il était prévu que la compétition ait lieu en Ukraine avec certains matches joués à Donetsk. En raison des « tensions politiques dans la région susceptibles d'être un obstacle pour les visiteurs étrangers et les fans »,, il a été décidé le 18 septembre 2014 que la compétition aurait lieu en Pologne.  

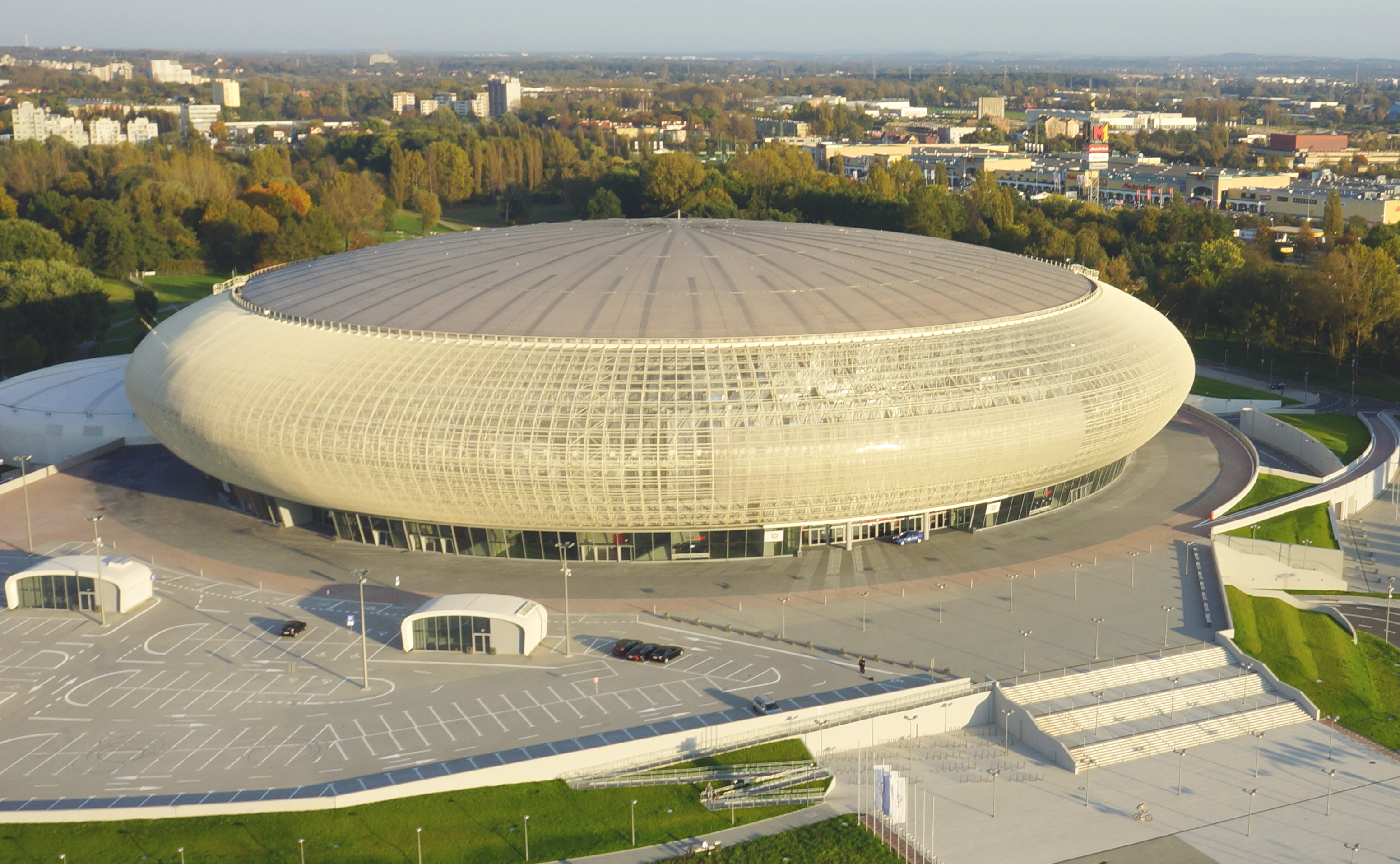
Vue aérienne de la Kraków Arena à Cracovie

| \| Localisation de Cracovie dans le Sud de la Pologne. \| Localisation de Cracovie dans le Sud de la Pologne. |
| Localisation de Cracovie dans le Sud de la Pologne.                                                           |

## Aperçu de l'ensemble de la compétition
Le Championnat du monde de hockey sur glace est un ensemble de plusieurs tournois regroupant les nations en fonction de leur niveau. Les meilleures équipes disputent le titre dans la Division Élite.

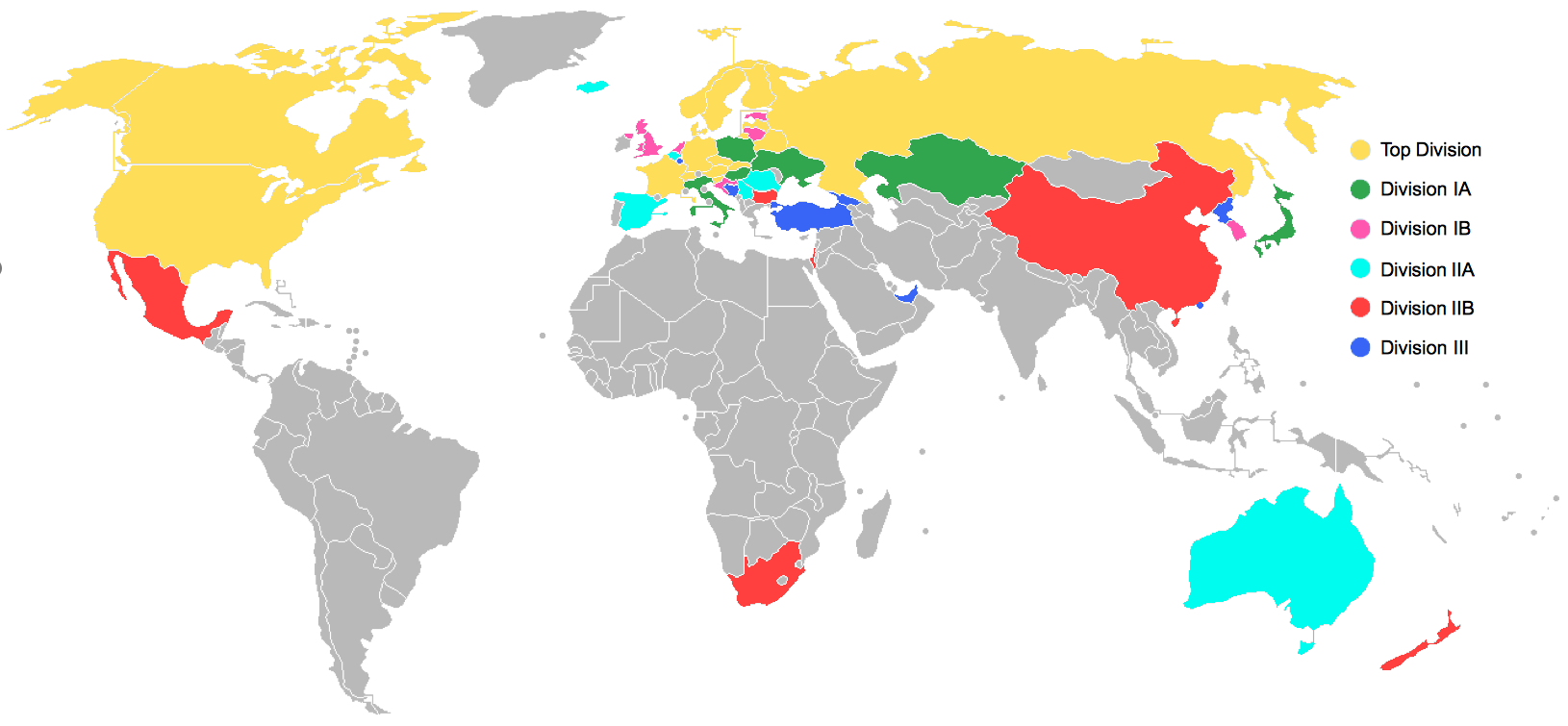
Nations participant au Championnat du monde de hockey sur glace 2015, par division.

| Tournoi        | Lieu              | Dates               | Nombre de participants | Matches joués |
| -------------- | ----------------- | ------------------- | ---------------------- | ------------- |
| Division élite | Prague et Ostrava | 1er au 17 mai 2015  | 16                     | 64            |
| Division IA    | Cracovie          | 19 au 25 avril 2015 | 6                      | 15            |
| Division IB    | Eindhoven         | 13 au 19 avril 2015 | 6                      | 15            |
| Division IIA   | Reykjavik         | 13 au 19 avril 2015 | 6                      | 15            |
| Division IIB   | Le Cap            | 13 au 19 avril 2015 | 6                      | 15            |
| Division III   | Izmir             | 3 au 12 avril 2015  | 7                      | 21            |

## Format de la compétition
Le groupe principal (Division Élite) regroupe 16 équipes réparties en deux poules de 8 qui disputent un tour préliminaire. Les 4 premiers de chaque poule sont qualifiés pour les quarts de finale et les derniers sont relégués en Division IA.
Pour les autres divisions qui comptent 6 équipes (sauf la Division III qui en compte 7), les équipes s’affrontent entre elles et, à l'issue de cette compétition, le premier est promu dans la division supérieure et le dernier est relégué dans la division inférieure.
Lors des phases de poule, les points sont attribués ainsi :
- victoire : 3 points ;
- victoire en prolongation ou aux tirs de fusillade : 2 points ;
- défaite en prolongation ou aux tirs de fusillade : 1 point ;
- défaite : 0 point.

## Matches
| 19 avril 2015 | Hongrie | 4-2 (1-1, 1-1, 2-0) | Japon | Kraków Arena 2 543 spectateurs |

| Feuille de match | Feuille de match | Feuille de match        | Feuille de match                                                                                        | Feuille de match                                                          |
| ---------------- | --- | ----------------------- | --- | ------------------------------------------------------------------------- |
|                  | - D. Kóger (F. Banham, A. Sarauer) — 9 min 44 s - C. Erdély (B. Sebok, J. Hári) — 31 min 4 s F. Banham (A. Sarauer, B. Magosi) — 56 min 35 s (SN) J. Hári (A. Orban, C. Erdély) — 58 min 54 s (CV) | 0-1 1-1 1-2 2-2 3-2 4-2 | D. Obara (K. Minoshima, M. Nishiwaki) — 1 min 36 s - Y. Hirano (S. Yanadori, K. Yamada) — 30 min 40 s - | Arbitrage : Andris Ansons Marc Wiegand Dmitry Golyak Wojciech Moszczynski |
| Miklos Rajna     | Gardiens | Yutaka Fukufuji         | | Arbitrage : Andris Ansons Marc Wiegand Dmitry Golyak Wojciech Moszczynski |
| 2 min            | Pénalités | 8 min                   | | Arbitrage : Andris Ansons Marc Wiegand Dmitry Golyak Wojciech Moszczynski |
| 28               | Tirs | 23                      | | Arbitrage : Andris Ansons Marc Wiegand Dmitry Golyak Wojciech Moszczynski |

| 19 avril 2015 | Ukraine | 2-5 (0-2, 0-1, 2-2) | Kazakhstan | Kraków Arena 2 108 spectateurs |

| Feuille de match    | Feuille de match                                                                                           | Feuille de match            | Feuille de match | Feuille de match                                                 |
| ------------------- | --- | --------------------------- | --- | ---------------------------------------------------------------- |
|                     | - D. Nimenko (S. Varlamov, I. Kugut) — 46 min 39 s (SN) - A. Mikhnov (A. Gnidenko, R. Balgy) — 59 min 34 s | 0-1 0-2 0-3 1-3 1-4 1-5 2-5 | K. Dallman — 7 min 13 s (SN) L. Metalnikov (V. Krasnoslobodtsev, I. Rymarev) — 14 min 40 s V. Krasnoslobodtsev (I. Rymarev, A. Litvinenko) — 31 min 6 s (SN) - K. Roudenko (F. Polichtchouk) — 47 min 59 s I. Rymarev (K. Savenkov, T. Jaïlaouov) — 58 min 7 s - | Arbitrage : Peter Gebei Marcus Linde Andrew Dalton Matjaz Hribar |
| Eduard Zakharchenko | Gardiens                                                                                                   | Pavel Polouektov            | | Arbitrage : Peter Gebei Marcus Linde Andrew Dalton Matjaz Hribar |
| 8 min               | Pénalités                                                                                                  | 8 min                       | | Arbitrage : Peter Gebei Marcus Linde Andrew Dalton Matjaz Hribar |
| 16                  | Tirs | 24                          | | Arbitrage : Peter Gebei Marcus Linde Andrew Dalton Matjaz Hribar |

| 19 avril 2015 | Pologne | 1-2 (0-1, 1-1, 0-0) | Italie | Kraków Arena 9 456 spectateurs |

| Feuille de match                      | Feuille de match                                     | Feuille de match | Feuille de match                                                                   | Feuille de match                                               |
| ------------------------------------- | ---------------------------------------------------- | ---------------- | ---------------------------------------------------------------------------------- | -------------------------------------------------------------- |
|                                       | - G. Pasiut (S. Kowalowka, R. Dutka) — 26 min 22 s - | 0-1 1-1 1-2      | B. Ihnacak (M. Insam) — 13 min 49 s - Ant. Bernard (J. Ramoser) — 33 min 34 s (IN) | Arbitrage : Rene Hradil Viki Trilar Rene Jensen Tibor Rovensky |
| Rafal Radziszewski Przemyslaw Odrobny | Gardiens                                             | Andreas Bernard  |                                                                                    | Arbitrage : Rene Hradil Viki Trilar Rene Jensen Tibor Rovensky |
| 29 min                                | Pénalités                                            | 10 min           |                                                                                    | Arbitrage : Rene Hradil Viki Trilar Rene Jensen Tibor Rovensky |
| 18                                    | Tirs                                                 | 28               |                                                                                    | Arbitrage : Rene Hradil Viki Trilar Rene Jensen Tibor Rovensky |

| 20 avril 2015 | Kazakhstan | 5-0 (1-0, 3-0, 1-0) | Hongrie | Kraków Arena 3 289 spectateurs |

| Feuille de match | Feuille de match | Feuille de match    | Feuille de match | Feuille de match                                                      |
| ---------------- | --- | ------------------- | ---------------- | --------------------------------------------------------------------- |
|                  | K. Roudenko (R. Savtchenko, K. Dallman) — 1 min 43 s (2 SN) A. Vorontsov (M. Panchine, A. Litvinenko) — 25 min 50 s K. Dallman (V. Krasnoslobodtsev, T. Jaïlaouov) — 32 min 12 s (SN) V. Krasnoslobodtsev (I. Rymarev, T. Jaïlaouov) — 35 min 36 s (SN) K. Pouchkariov (T. Jaïlaouov) — 48 min 6 s | 1-0 2-0 3-0 4-0 5-0 | -                | Arbitrage : Rene Hradil Daniel Konc Tibor Rovensky Alexander Waldejer |
| Pavel Polouektov | Gardiens | Bence Balizs        |                  | Arbitrage : Rene Hradil Daniel Konc Tibor Rovensky Alexander Waldejer |
| 4 min            | Pénalités | 16 min              |                  | Arbitrage : Rene Hradil Daniel Konc Tibor Rovensky Alexander Waldejer |
| 22               | Tirs | 12                  |                  | Arbitrage : Rene Hradil Daniel Konc Tibor Rovensky Alexander Waldejer |

| 20 avril 2015 | Italie | 2-1 (pr) (0-0, 1-1, 0-0, 1-0) | Ukraine | Kraków Arena 1 392 spectateurs |

| Feuille de match | Feuille de match                                                                                         | Feuille de match    | Feuille de match                                                | Feuille de match                                                          |
| ---------------- | --- | ------------------- | --------------------------------------------------------------- | ------------------------------------------------------------------------- |
|                  | B. Ihnacak (S. Marchetti, M. Insam) — 24 min 26 s (SN) - M. Insam (A. Egger, Ant. Bernard) — 60 min 16 s | 1-0 1-1 2-1         | - V. Zakharov (A. Bondariev, O. Pobiedonostsev) — 26 min 25 s - | Arbitrage : Andris Ansons Marc Wiegand Dmitry Golyak Wojciech Moszczynski |
| Andreas Bernard  | Gardiens                                                                                                 | Eduard Zakharchenko |                                                                 | Arbitrage : Andris Ansons Marc Wiegand Dmitry Golyak Wojciech Moszczynski |
| 12 min           | Pénalités                                                                                                | 12 min              |                                                                 | Arbitrage : Andris Ansons Marc Wiegand Dmitry Golyak Wojciech Moszczynski |
| 33               | Tirs | 19                  |                                                                 | Arbitrage : Andris Ansons Marc Wiegand Dmitry Golyak Wojciech Moszczynski |

| 20 avril 2015 | Japon | 0-2 (0-0, 0-0, 0-2) | Pologne | Kraków Arena 2 662 spectateurs |

| Feuille de match | Feuille de match | Feuille de match   | Feuille de match                                                                                               | Feuille de match                                                 |
| ---------------- | ---------------- | ------------------ | --- | ---------------------------------------------------------------- |
|                  | -                | 0-1 0-2            | T. Malasinski (K. Zapala, M. Kolusz) — 42 min 42 s (SN) M. Kolusz (M. Rompkowski, K. Kalinowski) — 50 min 32 s | Arbitrage : Peter Gebei Marcus Linde Andrew Dalton Matjaz Hribar |
| Yutaka Fukufuji  | Gardiens         | Przemyslaw Odrobny | | Arbitrage : Peter Gebei Marcus Linde Andrew Dalton Matjaz Hribar |
| 2 min            | Pénalités        | 4 min              | | Arbitrage : Peter Gebei Marcus Linde Andrew Dalton Matjaz Hribar |
| 26               | Tirs             | 21                 | | Arbitrage : Peter Gebei Marcus Linde Andrew Dalton Matjaz Hribar |

| 22 avril 2015 | Kazakhstan | 7-2 (3-0, 0-0, 4-2) | Japon | Kraków Arena 2 479 spectateurs |

| Feuille de match | Feuille de match | Feuille de match                         | Feuille de match                                                                                    | Feuille de match                                                      |
| ---------------- | --- | ---------------------------------------- | --------------------------------------------------------------------------------------------------- | --------------------------------------------------------------------- |
|                  | K. Dallman (K. Roudenko, R. Startchenko) — 2 min 38 s F. Polichtchouk (M. Semionov, K. Dallman) — 6 min 48 s (SN) R. Startchenko — 19 min 3 s - R. Startchenko (M. Panchine, V. Triasounov) — 42 min 35 s K. Roudenko (R. Startchenko, F. Polichtchouk) — 45 min 6 s I. Rymarev (V. Krasnoslobodtsev) — 48 min 9 s F. Polichtchouk (K. Roudenko) — 52 min 52 s - | 1-0 2-0 3-0 3-1 4-1 5-1 6-1 7-1 7-2      | - S. Kuji (G. Tanaka, M. Nishiwaki) — 41 min 16 s - G. Tanaka (S. Kuji, M. Nishiwaki) — 53 min 51 s | Arbitrage : Viki Trilar Marc Wiegand Rene Jensen Wojciech Moszczynski |
| Pavel Polouektov | Gardiens | Yutaka Fukufuji (20:00) Yuto Ito (40:00) | | Arbitrage : Viki Trilar Marc Wiegand Rene Jensen Wojciech Moszczynski |
| 6 min            | Pénalités | 6 min                                    | | Arbitrage : Viki Trilar Marc Wiegand Rene Jensen Wojciech Moszczynski |
| 29               | Tirs | 24                                       | | Arbitrage : Viki Trilar Marc Wiegand Rene Jensen Wojciech Moszczynski |

| 22 avril 2015 | Italie | 1-4 (0-2, 0-0, 1-2) | Hongrie | Kraków Arena 3 125 spectateurs |

| Feuille de match | Feuille de match                                       | Feuille de match    | Feuille de match | Feuille de match                                                    |
| ---------------- | ------------------------------------------------------ | ------------------- | --- | ------------------------------------------------------------------- |
|                  | - A. Egger (B. Ihnacak, M. A. Zanatta) — 45 min 16 s - | 0-1 0-2 0-3 1-3 1-4 | D. Kóger (F. Banham, A.) — 10 min 52 s (SN) B. Magosi (K. Nagy) — 17 min 52 s I. Sofron (M. Vas, D. Kóger) — 43 min 1 s - M. Vas — 59 min 16 s (CV) | Arbitrage : Andris Ansons Marcus Linde Andrew Dalton Tibor Rovensky |
| Andreas Bernard  | Gardiens                                               | Miklos Rajna        | | Arbitrage : Andris Ansons Marcus Linde Andrew Dalton Tibor Rovensky |
| 10 min           | Pénalités                                              | 8 min               | | Arbitrage : Andris Ansons Marcus Linde Andrew Dalton Tibor Rovensky |
| 11               | Tirs                                                   | 21                  | | Arbitrage : Andris Ansons Marcus Linde Andrew Dalton Tibor Rovensky |

| 22 avril 2015 | Pologne | 3-2 (0-0, 1-0, 2-2) | Ukraine | Kraków Arena 5 975 spectateurs |

| Feuille de match   | Feuille de match | Feuille de match    | Feuille de match                                                      | Feuille de match                                                     |
| ------------------ | --- | ------------------- | --------------------------------------------------------------------- | -------------------------------------------------------------------- |
|                    | A. Baginski (G. Pasiut) — 33 min 13 s (IN) M. Rompkowski (M. Bryk, M. Kolusz) — 40 min 34 s (2 SN) - M. Rompkowski (K. Zapala, M. Kolusz) — 53 min 44 s (SN) | 1-0 2-0 2-1 2-2 3-2 | - V. Gavryk (E. Zakharchenko) — 41 min 46 s V. Lyalka — 44 min 52 s - | Arbitrage : Rene Hradil Daniel Konc Dmitry Golyak Alexander Waldejer |
| Przemyslaw Odrobny | Gardiens | Eduard Zakharchenko |                                                                       | Arbitrage : Rene Hradil Daniel Konc Dmitry Golyak Alexander Waldejer |
| 8 min              | Pénalités | 12 min              |                                                                       | Arbitrage : Rene Hradil Daniel Konc Dmitry Golyak Alexander Waldejer |
| 24                 | Tirs | 19                  |                                                                       | Arbitrage : Rene Hradil Daniel Konc Dmitry Golyak Alexander Waldejer |

| 23 avril 2015 | Japon | 3-2 (0-1, 1-0, 2-1) | Italie | Kraków Arena 2 572 spectateurs |

| Feuille de match | Feuille de match | Feuille de match    | Feuille de match                                                                                         | Feuille de match                                                     |
| ---------------- | --- | ------------------- | --- | -------------------------------------------------------------------- |
|                  | - M. Ushu (S. Takahashi, S. Yanadori) — 38 min 48 s - S. Yanadori (G. Tanaka, M. Ushu) — 55 min 56 s Y. Hirano — 57 min 6 s | 0-1 1-1 1-2 2-2 3-2 | L. Frigo (M. Gander, Ant. Bernard) — 19 min 34 s - J. Ramoser (B. Ihnacak, S. Marchetti) — 47 min 24 s - | Arbitrage : Rene Hradil Daniel Konc Matjaz Hribar Alexander Waldejer |
| Yutaka Fukufuji  | Gardiens | Andreas Bernard     | | Arbitrage : Rene Hradil Daniel Konc Matjaz Hribar Alexander Waldejer |
| 0 min            | Pénalités | 4 min               | | Arbitrage : Rene Hradil Daniel Konc Matjaz Hribar Alexander Waldejer |
| 26               | Tirs | 26                  | | Arbitrage : Rene Hradil Daniel Konc Matjaz Hribar Alexander Waldejer |

| 23 avril 2015 | Ukraine | 2-4 (0-0, 2-1, 0-3) | Hongrie | Kraków Arena 3 774 spectateurs |

| Feuille de match    | Feuille de match                                                                                      | Feuille de match        | Feuille de match | Feuille de match                                                      |
| ------------------- | --- | ----------------------- | --- | --------------------------------------------------------------------- |
|                     | R. Blagy (A. Mikhnov, I. Kugut) — 24 min 36 s (SN) A. Gnidenko (A. Mikhnov, R. Blagy) — 34 min 19 s - | 1-0 2-0 2-1 2-2 2-3 2-4 | - A. Sarauer (F. Banham, B. Goz) — 36 min 44 s D. Kóger (A. Sarauer, J. Hári) — 51 min 26 s (SN) A. Sarauer (D. Kóger, I. Sofron) — 56 min 5 s I. Sofron (D. Kiss) — 57 min 15 s (IN) | Arbitrage : Marcus Linde Viki Trilar Rene Jensen Wojciech Moszczynski |
| Eduard Zakharchenko | Gardiens                                                                                              | Miklos Rajna            | | Arbitrage : Marcus Linde Viki Trilar Rene Jensen Wojciech Moszczynski |
| 6 min               | Pénalités                                                                                             | 8 min                   | | Arbitrage : Marcus Linde Viki Trilar Rene Jensen Wojciech Moszczynski |
| 17                  | Tirs                                                                                                  | 32                      | | Arbitrage : Marcus Linde Viki Trilar Rene Jensen Wojciech Moszczynski |

| 23 avril 2015 | Kazakhstan | 3-2 (0-0, 2-1, 1-1) | Pologne | Kraków Arena 9 067 spectateurs |

| Feuille de match | Feuille de match | Feuille de match    | Feuille de match | Feuille de match                                                   |
| ---------------- | --- | ------------------- | --- | ------------------------------------------------------------------ |
|                  | R. Savtchenko (K. Dallman, V. Krasnoslobodtsev) — 29 min 34 s (SN) - R. Startchenko (K. Roudenko) — 36 min 56 s - R. Startchenko (K. Savenkov) — 55 min 26 s | 1-0 1-1 2-1 2-2 3-2 | - B. Pociecha (S. Kowalowka, A. Chmielewski) — 35 min 33 s (2 SN) - M. Kolusz (M. Bryk, M. Rompkowski) — 48 min 20 s - | Arbitrage : Andris Ansons Peter Gebei Andrew Dalton Tibor Rovensky |
| Pavel Polouektov | Gardiens | Rafal Radziszewski  | | Arbitrage : Andris Ansons Peter Gebei Andrew Dalton Tibor Rovensky |
| 6 min            | Pénalités | 10 min              | | Arbitrage : Andris Ansons Peter Gebei Andrew Dalton Tibor Rovensky |
| 27               | Tirs | 23                  | | Arbitrage : Andris Ansons Peter Gebei Andrew Dalton Tibor Rovensky |

| 25 avril 2015 | Japon | 3-1 (0-0, 3-1, 0-0) | Ukraine | Kraków Arena 2 467 spectateurs |

| Feuille de match | Feuille de match | Feuille de match    | Feuille de match                             | Feuille de match                                                   |
| ---------------- | --- | ------------------- | -------------------------------------------- | ------------------------------------------------------------------ |
|                  | - Y. Hirano (S. Yanadori, D. Obara) — 30 min 20 s (SN) H. Ueno (D. Obara, K. Minoshima) — 33 min 22 s D. Obara (S. Takahashi) — 36 min (SN) | 0-1 1-1 2-1 3-1     | R. Blagy (Y. Navarenko) — 28 min 13 s (SN) - | Arbitrage : Andris Ansons Peter Gebei Andrew Dalton Tibor Rovensky |
| Yutaka Fukufuji  | Gardiens | Eduard Zakharchenko |                                              | Arbitrage : Andris Ansons Peter Gebei Andrew Dalton Tibor Rovensky |
| 14 min           | Pénalités | 12 min              |                                              | Arbitrage : Andris Ansons Peter Gebei Andrew Dalton Tibor Rovensky |
| 21               | Tirs | 27                  |                                              | Arbitrage : Andris Ansons Peter Gebei Andrew Dalton Tibor Rovensky |

| 25 avril 2015 | Italie | 0-3 (0-1, 0-0, 0-2) | Kazakhstan | Kraków Arena 3 110 spectateurs |

| Feuille de match | Feuille de match | Feuille de match | Feuille de match                                                                                                 | Feuille de match                                               |
| ---------------- | ---------------- | ---------------- | --- | -------------------------------------------------------------- |
|                  | -                | 0-1 0-2 0-3      | I. Rymarev (M. Khoudiakov) — 6 min 42 s T. Jaïlaouov (K. Savenkov) — 45 min 10 s A. Vorontsov — 53 min 39 s (TP) | Arbitrage : Marcus Linde Viki Trilar Dmitry Golyak Rene Jensen |
| Andreas Bernard  | Gardiens         | Pavel Polouektov | | Arbitrage : Marcus Linde Viki Trilar Dmitry Golyak Rene Jensen |
| 6 min            | Pénalités        | 4 min            | | Arbitrage : Marcus Linde Viki Trilar Dmitry Golyak Rene Jensen |
| 24               | Tirs             | 20               | | Arbitrage : Marcus Linde Viki Trilar Dmitry Golyak Rene Jensen |

| 25 avril 2015 | Hongrie | 2-1 (0-0, 0-0, 2-1) | Pologne | Kraków Arena 12 632 spectateurs |

| Feuille de match | Feuille de match                                                             | Feuille de match   | Feuille de match                                     | Feuille de match                                                      |
| ---------------- | ---------------------------------------------------------------------------- | ------------------ | ---------------------------------------------------- | --------------------------------------------------------------------- |
|                  | J. Hári (F. Banham, B. Sebok) — 41 min 30 s - B. Szirányi — 59 min 54 s (CV) | 1-0 1-1 2-1        | - M. Bryk (G. Pasiut, M. Rompkowski) — 56 min 52 s - | Arbitrage : Daniel Konc Marc Wiegand Matjaz Hribar Alexander Waldejer |
| Miklos Rajna     | Gardiens                                                                     | Przemyslaw Odrobny |                                                      | Arbitrage : Daniel Konc Marc Wiegand Matjaz Hribar Alexander Waldejer |
| 4 min            | Pénalités                                                                    | 6 min              |                                                      | Arbitrage : Daniel Konc Marc Wiegand Matjaz Hribar Alexander Waldejer |
| 36               | Tirs                                                                         | 29                 |                                                      | Arbitrage : Daniel Konc Marc Wiegand Matjaz Hribar Alexander Waldejer |

## Classement final
| Clt   | Équipe         | PJ | V | VP | D | DP | BP | BC | Diff | Pts |
| ----- | -------------- | -- | - | -- | - | -- | -- | -- | ---- | --- |
| +001, | Kazakhstan (R) | 5  | 5 | 0  | 0 | 0  | 23 | 6  | +17  | 15  |
| +002, | Hongrie        | 5  | 4 | 0  | 1 | 0  | 14 | 11 | +3   | 12  |
| +003, | Pologne (P)    | 5  | 2 | 0  | 3 | 0  | 9  | 9  | 0    | 6   |
| +004, | Japon          | 5  | 2 | 0  | 3 | 0  | 10 | 16 | -6   | 6   |
| +005, | Italie (R)     | 5  | 1 | 1  | 3 | 0  | 7  | 12 | -5   | 5   |
| +006, | Ukraine        | 5  | 0 | 0  | 4 | 1  | 8  | 17 | -9   | 1   |

- Promu en Division Élite en 2016
- Relégué en Division IB en 2016

## Récompenses individuelles
Meilleurs joueurs
- Meilleur gardien : Przemyslaw Odrobny (Pologne)
- Meilleur défenseur : Kevin Dallman (Kazakhstan)
- Meilleur attaquant : Roman Startchenko (Kazakhstan)

| Clt | Joueur                 | Équipe     | PJ | B | A | Pts | Pun | +/- |
| --- | ---------------------- | ---------- | -- | - | - | --- | --- | --- |
| 1   | Roman Startchenko      | Kazakhstan | 5  | 4 | 2 | 6   | 6   | +8  |
| 2   | Kevin Dallman          | Kazakhstan | 4  | 3 | 3 | 6   | 0   | +5  |
| 3   | Konstantin Roudenko    | Kazakhstan | 5  | 3 | 3 | 6   | 2   | +6  |
| 3   | Ievgueni Rymarev       | Kazakhstan | 5  | 3 | 3 | 6   | 0   | +3  |
| 5   | Vadim Krasnoslobodtsev | Kazakhstan | 5  | 2 | 4 | 6   | 0   | +4  |
| 5   | Andrew Sarauer         | Hongrie    | 5  | 2 | 4 | 6   | 2   | +7  |
| 7   | Dániel Kóger           | Hongrie    | 5  | 3 | 2 | 5   | 2   | +4  |
| 8   | Marcin Kolusz          | Pologne    | 5  | 2 | 3 | 5   | 0   | +2  |
| 8   | Mateusz Rompkowski     | Pologne    | 5  | 2 | 3 | 5   | 4   | +2  |
| 10  | Frank Banham           | Hongrie    | 5  | 1 | 4 | 5   | 0   | +3  |

| Clt | Joueur              | Équipe     | PJ | Min      | BC | Moy  | %Arr  | Bl |
| --- | ------------------- | ---------- | -- | -------- | -- | ---- | ----- | -- |
| 1   | Przemyslaw Odrobny  | Pologne    | 4  | 185 h 39 | 3  | 0,97 | 96,47 | 1  |
| 2   | Pavel Polouektov    | Kazakhstan | 5  | 300 h 0  | 6  | 1,20 | 93,94 | 2  |
| 3   | Miklos Rajna        | Hongrie    | 4  | 240 h 0  | 6  | 1,50 | 92,41 | 0  |
| 4   | Yutaka Fukufuji     | Japon      | 5  | 257 h 30 | 11 | 2,56 | 90,09 | 0  |
| 5   | Andreas Bernard     | Italie     | 5  | 298 h 0  | 11 | 2,21 | 89,32 | 0  |
| 6   | Eduard Zakharchenko | Ukraine    | 5  | 298 h 53 | 17 | 3,41 | 87,22 | 0  |